# قائمة الفلاسفة السياسيين
العصور القديمة
- حمورابي (تُوفي. 1750 قبل الميلاد)
- كونفوشيوس (551–479 قبل الميلاد)
- سقراط (470–399 قبل الميلاد)
- موزي (470–390 قبل قبل الميلاد)
- كسينوفون (427–355 قبل الميلاد)
- أفلاطون (427–347 قبل الميلاد)
- ديوجانس الكلبي (412–323 قبل الميلاد)
- إيسخينيس (389–314 قبل الميلاد)
- أرسطو (384–322 قبل الميلاد)
- منسيوس (372–289 قبل الميلاد)
- تشانكيا (350–283 قبل الميلاد)
- زونزي (310–237 قبل الميلاد)
- ثيروفالانار ( 200 قبل الميلاد– 30 قبل الميلاد)
- هان فيزي (?–233 قبل الميلاد)
- شيشرون (106–43 قبل الميلاد)
- بلينيوس الأصغر (63–113 بعد الميلاد)
- أوغسطينوس (354–430 بعد الميلاد)
- محمد بن الحسن الشيباني (749–805)
- أبو نصر محمد الفارابي (870–950)
- الغزالي (توضيح) (1058–1111)
- ابن رشد (1126–1198)
- الماوردي (972–1058)
- موسى بن ميمون (1135–1204)
- توما الأكويني (1225–1274)
- ابن تيمية (1263–1328)
- مارسيليوس من بادوا (1270–1342)
- وليم الأوكامي (1285–1349)
- ابن خلدون (1332–1406)
- كريستين دي بيزان (1363–1434)
- نيكولو مكيافيلي (1469–1527)
- مارتن لوثر (1483–1546)
- توماس مونتسر (1490–1525)
- جان كالفن (1509–1564)
- ريتشارد هوكر (1554–1600)

ما قبل القرن التاسع عشر
- جان بودان (1530–1596)
- فاكس كوفازكوفسكي (1540–1594)
- فرانسيس بيكون (1561–1626)
- هوغو غروتيوس (1583–1645)
- توماس هوبز (1588–1679)
- جيرارد ويستانلي(1609–1676)
- جيمس هارينغتون[[(1611–1677)
- جون لوك (1632–1704)
- باروخ سبينوزا (1632–1677)
- مونتسكيو (1689–1755)
- فولتير (1694–1778)
- محمد بن عبد الوهاب (1703–1792)
- ديفيد هيوم (1711–1776)
- فريدرش العظيم (1712–1786)
- جان جاك روسو (1712–1788)
- إيمانويل كانت (1724–1804)
- وليام بلاكستون (1723–1780)
- آدم سميث (1723–1790)
- إدموند بيرك (1729–1797)
- توماس بين (1737–1809)
- توماس جفرسون (1743–1826)
- جيرمي بنثام (1748–1832)
- جيمس ماديسون (1751–1836)
- ويليام غودوين (1756–1836)
- ماري وولستونكرافت (1759–1797)
- سان سايمون (1760–1825)
- توماس مالتوس (1766–1834)
- بينجامين كونستانت (1767–1830)
- جورج فيلهلم فريدريش هيغل (1770–1831)
- دافيد ريكاردو (1772–1823)
- شارل فورييه (1772–1837)
- جيمس ميل (1773–1836)
- أرتور شوبنهاور (1788–1860)
- توماس كارليل (1795–1881)
- أوغست كونت (1798–1857)
- جوزيه ارين (1798–1874)

القرن التاسع عشر
- النهضة العربية (1801–1873)
- لودفيغ فويرباخ (1804–1872)
- ألكسيس دو توكفيل (1805–1859)
- ماكس شتيرنر (1806–1856)
- جون ستيوارت مل (1806–1873)
- سيميون بارنيتيو (1808–1864)
- بيير جوزيف برودون (1809–1865)
- سورين كيركغور (1813–1855)
- ميخائيل باكونين (1814–1876)
- هنري ديفد ثورو (1817–1862)
- كارل ماركس (1818–1883)
- السيد أحمد خان (1818–1898)
- جوستاف موليناري(1818–1898)
- فريدريك إنجلز (1820–1895)
- هربرت سبنسر (1820–1903)
- جوزيف ديجاك (1821 - 1864)
- توماس هيل جرين (1836–1882)
- ويليام سمنر (1840–1910)
- بيوتر كروبوتكين (1842–1921)
- فريدريك نيتشه (1844–1900)
- جورج سيرويل (1847–1922)
- إدوارد برنشتاين (1850–1932)
- بينجامين توكر (1854–1939)
- ثورستين فيبلين (1857–1929)
- جون ديوي (1859–1952)
- ماكس فيبر (1864–1920)
- سون يات سين (1866–1925)
- بينيدتو كروتشه (1866–1952)
- مهاتما غاندي (1869–1948)
- إيما جولدمان (1869–1940)
- روزا لوكسمبورغ (1870–1919)
- بيرتراند راسل (1872–1970)
- رودولف روكر (1873 - 1958)
- جيوفاني جنتيلي (1875–1944)
- محمد إقبال (1877–1938)
- بنتاليو كارباليز[[(1877–1948)
- مارتن بوبر (1878–1965)
- أوتو باور (1881–1938)
- جورج لوكاش (1885–1971)
- سيرجيو بانوزيو (1886–1944)
- كارل بولانيي(1886–1964)
- كارل شميت (1888–1985)
- مارتن هايدغر (1889–1976)
- أنطونيو غرامشي (1891–1937)
- والتر بنيامين (1892–1940)
- هيرمان دويويرد (1894–1977)
- ماكس هوركهايمر (1895–1973)
- فيلهلم رايش (1897–1957)
- هربرت ماركوزه (1898–1979)
- ليو شتراوس (1899–1973)
- ألفريد سون ريثيل (1899–1990)
- فريدريش فون هايك (1899–1992)
- بيرامو أمبيدكار(1891–1956)
- يوليوس إيفولا (1898–1974)
- إريك فروم (1900–1980)
- محمد أسد (1900–1992)

القرن العشرين
- مايكل أوكشوت(1901–1990)
- كارل بوبر (1902–1994)
- تيودور أدورنو (1903–1969)
- آين راند (1905–1982)
- ريمون آرون (1905–1983)
- جان بول سارتر (1905–1980)
- حنة آرنت (1906–1975)
- سيد قطب (1906–1966)
- سيمون فايل (1909–1943)
- أشعيا برلين (1909–1997)
- نوربيرتو بوبيول (1909–2004)
- ألبير كامو (1913–1960)
- رولان بارت (1915–1980)
- فضل الرحمن (1919–1988)
- لوي ألتوسير (1918–1990)
- موراي بوكتشين (1921–2006)
- جون رولس (1921–2002)
- كونيليوس كوستريديوس(1922–1997)
- شيلدون وولين (1922–2015)
- فرانز فانون (1925–1961)
- جيل دولوز (1925–1995)
- موراي روثبورد (1926–1995)
- ميشال فوكو (1926–1984)
- جوديث شالكار (1928–1992)
- جان بودريار (1929–2007)
- يورغن هابرماس (1929–)
- بيرنارد ويليامز (1929–2003)
- بيير فيليكس غوتاري (1930–1992)
- رونالد دوركين (1931–2013)
- تشارلز تيلور (1931–)
- غي ديبور (1931–1994)
- هارفي مانسفيلد (1932–)
- أنطونيو نيجري (1933–)
- فريدريك جيمسون (1934–)
- وينديل بيريل (1934– مازال حيًا)
- مايكل والزر (1935–)
- توماس ناغل (1937–)
- ويليام كونولي (1938–)
- روبرت نوزيك (1938-2002)
- دوغلاس و. راي (1939–)
- تاكيس فوتوبولوس (1940–)
- جاك رانسييري (1940–)
- جوزيه أزورميندي(1941–)
- جيرالد كوهين (جيرالد كوهين) (1941-2009)
- ايتيان باليبار(1942–)
- لورينزو بينيا (1944 - 1949)
- جياكومو ماررامو (1946–)
- جيمس تولي (1946 -)
- سلافوج زيسيك (1947–)
- صامويل إدوارد كونكين الثالث (1947 - 2004)
- جوديث بتلر(1956–)
- مايكل هارت (1960 -)
- راي هيلين لانجتون (1961 -)